# Boguszyce (gromada w powiecie rawskim)
Boguszyce – dawna gromada, czyli najmniejsza jednostka podziału terytorialnego Polskiej Rzeczypospolitej Ludowej w latach 1954–1972.
Gromady, z gromadzkimi radami narodowymi (GRN) jako organami władzy najniższego stopnia na wsi, funkcjonowały od reformy reorganizującej administrację wiejską przeprowadzonej jesienią 1954 do momentu ich zniesienia z dniem 1 stycznia 1973, tym samym wypierając organizację gminną w latach 1954–1972.
Gromadę Boguszyce siedzibą GRN w Boguszycach utworzono – jako jedną z 8759 gromad na obszarze Polski – w powiecie rawskim w woj. łódzkim, na mocy uchwały nr 37/54 WRN w Łodzi z dnia 4 października 1954. W skład jednostki weszły obszary dotychczasowych gromad Boguszyce, Boguszyce Nowe, Garłów, Kaliszki, Księża Wola, Soszyce, Zawady i Zarzecze ze zniesionej gminy Boguszyce w tymże powiecie. Dla gromady ustalono 15 członków gromadzkiej rady narodowej.
Gromada przetrwała do końca 1972 roku, czyli do kolejnej reformy gminnej.